# Laghi Aver
I laghi dell'Aver si trovano nel comune di Vinadio, in provincia di Cuneo, nell'alto vallone di Riofreddo. Situati ai piedi del Monte Aver, si trovano rispettivamente a 2126 m sopra il livello del mare il lago sottano e 2342 il lago soprano, nati per via della escavazione glaciale, si trovano nelle Alpi Marittime.

## Accesso
Dopo aver passato l'abitato di Vinadio si prosegue per il colle della Lombarda e, dopo alcuni tornanti, si seguono le indicazioni per Riofreddo. A questo punto, superato il bacino artificiale, si prosegue per circa 2 chilometri fino alla fine della strada rotabile, in prossimità di una baita recentemente ristrutturata. Abbandonata l'auto, si segue il percorso che conduce al Rifugio Malinvern superando, il bivio per i laghi Martel e Nero e poi, poco più avanti, al bivio per i Laghi Aver, svoltare a destra (sinistra orografica). Proseguire su sentiero segnavia P15 e si giunge al Lago Sottano.
A questo punto, abbandonare il sentiero segnavia P15 e seguire il sentiero P59 che ci conduce in poco tempo al Lago Soprano.

## Punto di appoggio
Rifugio Malinvern - Città di Ceva (1839 m), nel vallone di Riofreddo.

## Fauna
In prossimità del lago si possono incontrare alcuni esemplari di stambecco o più raramente, anche alcuni, esemplari di camoscio.
Il lago è popolato in prevalenza da trota fario.